# Camilla y Rebecca Rosso
Camilla Annabel y Rebecca Alexandra Rosso (Aylesbury, Buckinghamshire, Reino Unido; 6 de julio de 1994) son dos actrices gemelas y cantantes británicas. Son conocidas por sus papeles en programas de televisión cómo The Suite Life of Zack & Cody, y por su papel en Legally Blondes como Annabelle "Annie" e Isabelle "Izzy" Woods.

## Carrera
Camilla y Rebecca fueron descubiertas cuando se les presentó en la audiencia por uno de los productores ejecutivos de The Suite Life of Zack & Cody en una grabación en vivo del espectáculo.  Aparecieron en un total de 7 episodios, aparecieron también en un episodio de la Spin-off Zack y Cody, Gemelos a Bordo en marzo de 2010. Las gemelas interpretaron uno de los papeles principales en la película Legally Blondes, producida por Reese Witherspoon, que fue lanzada en DVD el 28 de abril de 2009 como la secuela Una rubia muy legal. Cantaron "Lucky Girl" para la película.

## Filmografía
| Año         | Título                        | Personaje                                 | Notas           |
| ----------- | ----------------------------- | ----------------------------------------- | --------------- |
| (2006-2008) | The Suite Life of Zack & Cody | Jessica y Janice Ellis                    | 7 episodios     |
| (2009)      | Suburban Legends              | Concertgoers                              | episodio piloto |
| (2009)      | Legally Blondes               | Isabelle "Izzy" y Annabelle "Annie" Woods | Papel principal |
| (2010)      | The Suite Life on Deck        | Jessica y Janice Ellis                    | 1 episodio      |